# Лугове (Білгород-Дністровський район)
Лугове́ — село Успенівської сільської громади, у Білгород-Дністровському районі Одеської області України. Населення становило 53 осіб за переписом 2001 року. Наразі населення відсутнє.

## Історія
19 липня 2020 року, в результаті адміністративно-територіальної реформи і ліквідації Саратського району, село увійшло ло складу новоутвореного Білгород-Дністровського району.

## Населення
Згідно з переписом УРСР 1989 року чисельність наявного населення села становила 84 особи, з яких 33 чоловіки та 51 жінка.
За переписом населення України 2001 року в селі мешкали 53 особи.

### Мова
Розподіл населення за рідною мовою за даними перепису 2001 року:
| Мова       | Відсоток |
| ---------- | -------- |
| українська | 98,11 %  |
| російська  | 1,89 %   |